# Eisenbahn Pilsen–Priesen(–Komotau)

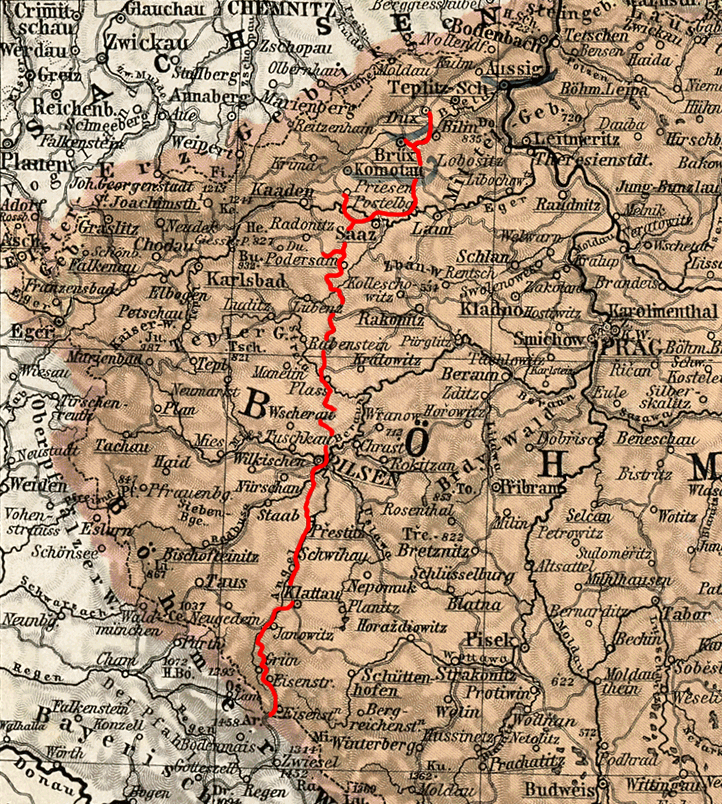
Das Streckennetz der EPPK

Die k.k. privilegierte Eisenbahn Pilsen–Priesen(–Komotau) (E.P.P.K.) war ein Eisenbahnunternehmen in Österreich, dessen Strecken im heutigen Tschechien lagen. Die Hauptverbindung der Gesellschaft war die Strecke von der bayerischen Grenze bei Markt Eisenstein über Pilsen und Saatz nach Dux.

## Geschichte
Am 21. April 1870 wurde den Concessionären Richard Fürst Metternich-Winneburg, Anton Edler von Stark, Jaromir Graf Czernin, Johann Graf Lazansky, Dr. Theodor Hassmann und Wilhelm Daniel das Recht zum Baue und Betriebe einer Locomotiveisenbahn von Pilsen nach Priesen (Komotau) im Anschlusse an die neuen Linien der k.k. priv. Buschtiehrader Eisenbahn, nebst Abzweigungen über Saatz zum Anschlusse an die k.k. priv. Aussig-Teplitzer Eisenbahn einerseits nach Brüx, andererseits nach Dux erteilt. In Betrieb genommen wurde die Strecke Pilsen–Dux mit dem Abzweig nach Brüx in den Jahren 1872 und 1873. Die kurze Verbindungsbahn von Schaboglück nach Priesen bei Komotau bestand allerdings nur wenige Jahre und wurde schon 1879 wieder aufgelassen.
Nach Süden baute die Gesellschaft eine Strecke von Pilsen nach Neuern, die am 20. Oktober 1877 noch nach Markt Eisenstein (heute: Železná Ruda) zur bayerischen Grenze verlängert wurde. Auf deutscher Seite bestand Anschluss an die Strecke Plattling–Zwiesel–Eisenstein (heute: Bayerische Waldbahn) der Königlich Bayerischen Staats-Eisenbahnen, welche am 15. November 1877 eröffnet wurde. Damit bestand die kürzeste Verbindung von München nach Prag einerseits und in die Kohlebergbaugebiete Nordböhmens andererseits. Eine weitere Fernverbindung war von Mlatz über Karlsbad nach Johanngeorgenstadt geplant. Obwohl die Konzession seit 1872 erteilt war, wurde diese jedoch wegen fehlender finanzieller Mittel nicht mehr errichtet.
Am 1. Jänner 1884 wurde die Gesellschaft verstaatlicht und deren Direktor Carl Jakob Klaudy, der Bruder des Hofreisemarschalls Claudius Ritter von Klaudy, im Alter von 52 Jahren pensioniert. Strecken und Fahrzeuge gelangten mit Ausnahme der Lokalbahn Kaschitz–Schönhof an die k.k. österreichischen Staatsbahnen kkStB. In der Folgezeit verloren die Strecken sukzessive ihre überregionale Bedeutung.

## Die Strecken
- Pilsen–Dux (* 1872/73)
- Obernitz–Brüx (* 1872)
- Schaboglück–Priesen (1873–1879)
- Eisenstein–Pilsen (* 1877)
- Kaschitz–Schönhof (* 1881)

## Die Lokomotiven
| Lokomotiven der Eisenbahn Pilsen-Priesen(-Komotau) | Lokomotiven der Eisenbahn Pilsen-Priesen(-Komotau) | Lokomotiven der Eisenbahn Pilsen-Priesen(-Komotau) | Lokomotiven der Eisenbahn Pilsen-Priesen(-Komotau) | Lokomotiven der Eisenbahn Pilsen-Priesen(-Komotau) | Lokomotiven der Eisenbahn Pilsen-Priesen(-Komotau) | Lokomotiven der Eisenbahn Pilsen-Priesen(-Komotau) | Lokomotiven der Eisenbahn Pilsen-Priesen(-Komotau) | Lokomotiven der Eisenbahn Pilsen-Priesen(-Komotau) |
| EPPK-Nr.                                           | Anzahl                                             | Hersteller                                         | Baujahr                                            | Achsformel                                         | kkStB-Nr.                                          | ČSD-Nr.                                            | Bild                                               |                                                    |
| -------------------------------------------------- | -------------------------------------------------- | -------------------------------------------------- | -------------------------------------------------- | -------------------------------------------------- | -------------------------------------------------- | -------------------------------------------------- | -------------------------------------------------- | -------------------------------------------------- |
| 1–6                                                | 6                                                  | Sigl                                               | 1872–1873                                          | 1B-n2                                              | 13.01–06 (alt), 20.12–16 (Umbau)                   | -                                                  |                                                    |                                                    |
| 7–12                                               | 6                                                  | Sigl                                               | 1876                                               | 1B-n2                                              | 20.01–06                                           | -                                                  |                                                    |                                                    |
| 21–34                                              | 14                                                 | Sigl                                               | 1871/72                                            | C-n2                                               | 36.01–14                                           | 312.801                                            | -                                                  |                                                    |
| 35–38                                              | 4                                                  | Floridsdorf                                        | 1876                                               | C-n2                                               | 36.15–18 (alt), 39.01–04                           | 322.0                                              |                                                    |                                                    |
| 51–58                                              | 8                                                  | Floridsdorf, Wiener Neustadt                       | 1876/1881                                          | D-n2                                               | 71.01–08                                           | 401.101–106                                        |                                                    |                                                    |